# گالینارو
گالینارو (به ایتالیایی: Gallinaro) یک کومونه در ایتالیا است که در استان فروزینونه واقع شده‌است. گالینارو ۱۷٫۶ کیلومتر مربع مساحت و ۱٬۲۷۹ نفر جمعیت دارد و ۵۵۸ متر بالاتر از سطح دریا واقع شده‌است.

## خواهرخوانده
شهرهای ورم (بلژیک)، اسکانو، پتورانو سول جیتزیو و مینتورنو خواهرخوانده‌های گالینارو هستند.